# Овде (албум)
Овде је 16. студијски албум српске и бивше југословенске музичке групе Рибља чорба. Албум је објављен 17. децембра 2003. године, а на њему се налази 12 песама, од којих су две песме контроверзних имена и садржаја (Зашто увек курцу свирам и Пичкин дим) део другог, бонус ЦД-а.
Овде је био први албум рок састава Рибља чорба у чијем је стварању учествовао њихов тренутни клавијатуриста Никола Зорић, који је тада заменио Владу Барјактаревића. Албум је, међутим, ипак снимљен за време активног деловања Барјактаревића.

## Омот албума
Омот албума Овде, који су дизајнирали Југослав и Јакша Влаховић, осликава човека који се утапа показујући српски национални поздрав са три приста.
У своје време албум је на нашим просторима био веома популаран због неколицине контроверзи који се вежу за исти.

## Критике
Албум је од стране хрватског веб-сајта monitor.hr добио оцену .

## Песме
Аутор(и) свих текстова: Борисав „Бора” Ђорђевић. 
| №               | Назив                  | Музика                    | Трајање |  |
| 1.              | Мобилни                | Д. Дејвис                 | 3:43    |  |
| 2.              | Говноваљ               | Б. Ђорђевић               | 4:44    |  |
| 3.              | Последња песма о теби  | Б. Ђорђевић               | 4:31    |  |
| 4.              | Плајваз                | Б. Ђорђевић               | 3:00    |  |
| 5.              | Овде                   | В. Божиновић              | 5:46    |  |
| 6.              | 100 година самоће      | М. Алексић                | 4:11    |  |
| 7.              | Ко о чему              | Б. Ђорђевић               | 2:14    |  |
| 8.              | Ја сам рођен намргођен | Б. Ђорђевић               | 2:57    |  |
| 9.              | Мртво море             | Б. Ђорђевић               | 4:01    |  |
| 10.             | Нови светски поредак   | В. Божиновић, Б. Ђорђевић | 5:03    |  |
| Укупно трајање: | Укупно трајање:        | Укупно трајање:           | 40:10   |  |

| №               | Назив                   | Музика          | Трајање |  |
| 1.              | Зашто увек курцу свирам | Б. Ђорђевић     | 3:16    |  |
| 2.              | Пичкин дим              | Б. Ђорђевић     | 3:39    |  |
| Укупно трајање: | Укупно трајање:         | Укупно трајање: | 6:55    |  |

## Чланови групе
- Бора Ђорђевић — вокал
- Видоја Божиновић — гитариста
- Миша Алексић — бас-гитариста и ко-продуцент
- Вицко Милатовић — бубњар
- Никола Зорић — клавијатуриста

### Остали
- Дејан Цукић — пратећи вокал
- Момчило Бајагић — пратећи вокал
- Ђорђе Давид — пратећи вокал
- Биљана Крстић — пратећи вокал
- Жељко Савић — пратећи вокал
- Александар Петковић — саксофониста
- Милан Поповић — продуцент
- Влада Барјактаревић — снимање
- Урош Марковић — снимање
- Оливер Јовановић — мастеринг, пост-продукција